# Імператорські гробниці Західної Ся

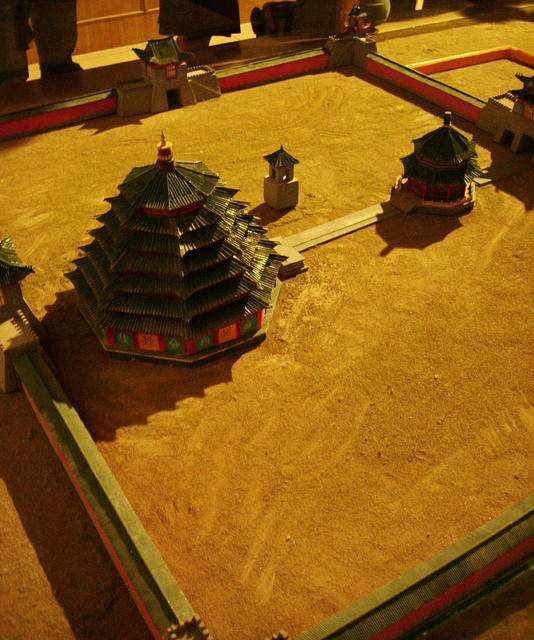
Реконструкція загального вигляду мавзолею на моделі

Імператорські Гробниці держави Західна Ся (спрощ.: 西夏王陵; піньїнь: Xīxià wáng líng) — відома пам'ятка археології поблизу сучасного міста Їньчуань, адміністративного центру Нінся-Хуейського автономного району КНР, що розташована за 40 км на захід від нього. На території приблизно 50 км2 перебувають дев'ять імператорських мавзолеїв та близько 250 курганів-поховань. За зовнішню схожість сучасного вигляду мавзолеїв із пірамідами, імператорські гробниці отримали назву «східних пірамід» чи «китайських пірамід», хоча нічого спільного із пірамідами вони не мають. Це лише буддистські пагоди сакрального призначення, які, завдячуючи формі традиційних китайських дахів, поступово, з часом, засипало піском, формуючи курган над будівлею усипальниці.

## Коротка історія
Датою першого імператорського поховання вважається 1048 рік, коли поблизу підніжжя гірського хребта Алашань у спеціально збудованому у буддистському стилі мавзолеї було поховано першого імператора Західної Ся Лі Юаньхао, хоча ще раніше тут були споруджені мавзолеї Юйлін та Цзялін, у яких 1038-го року були поховані тангутські царі, які підготували ґрунт для створення Західної Ся — дід імператора Лі Цзіцянь (спрощ.: 李继迁; піньїнь: Lǐ jì qiān) та батько імператора Лі Демін (спрощ.: 李德明; піньїнь: Lǐ dé míng). У третьому мавзолеї, Тайлін, спочив сам імператор Західної Ся Цзінцзун (спрощ.: 夏景宗; піньїнь: Xià Jǐng zōng) (за народженням — Лі Юаньхао) (спрощ.: 李元昊; піньїнь: Lǐ Yuán hào).
В 1068-му році, в мавзолеї Аньлін, був похований другий імператор Західної Ся, Їцзун (спрощ.: 夏毅宗; піньїнь: Xià Yì zōng) (за народженням — Лі Лянцзо) (спрощ.: 李谅祚; піньїнь: Lǐ Liàng zuò), який був старшим сином попереднього імператора Лі Юаньхао.
У 1086-му році у мавзолеї Сіаньлін спочив третій імператор Західної Ся Хуейцзун (спрощ.: 夏惠宗; піньїнь: Xià Huì zōng) (за народженням — Лі Бінчан) (спрощ.: 李秉常; піньїнь: Lǐ  Bǐng cháng), який після раптової смерті свого батька обійняв трон у шестирічному віці. До виповнення йому шістнадцяти років імперією правила його мати. Після настання повноліття і прийняття ним одноосібного правління престолом, мати фактично продовжувала правити імперією аж до його смерті, яка настала у 26-річному віці.
1139-го року новий мавзолей Сяньлін «зайняв його новий господар», імператор Західної Ся Чунцзун (спрощ.: 夏崇宗; піньїнь: Xià Chóng zōng) (за народженням — Лі Ґаньчунь) (спрощ.: 李乾顺; піньїнь: Lǐ Gān shùn), який після швидкої смерті свого батька став імператором у 1086-му році ще немовлям, до виповнення йому трьох років. Його регентом і фактичним правителем імперії була імператриця пані Лян, аж до її отруєння у 1099-му.
В 1193-му році у мавзолеї Шоулін був похований п'ятий імператор Західної Ся Женьцзун (спрощ.: 夏仁宗; піньїнь: Xià Rén zōng) (за народженням — Лі Женьсяо) (спрощ.: 李仁孝; піньїнь: Lǐ Rén xiào), який був старшим сином Чунцзуна, і змінив його на троні у шістнадцятирічному віці. Відзначився розвитком шкіл та писемності, поширенням конфуціанства, налагодженням та вдосконаленням дипломатичних відносин із сусідами, запровадженням системи призначення посадових осіб на конкурсній основі, вдосконаленням управління державою та розквітом Західної Ся.
У 1206-му році мавзолей Чжуанлін «зайняв» шостий імператор Західної Ся Хуаньцзун (спрощ.: 夏桓宗; піньїнь: Xià Huán zōng) (за народженням — Лі Чунью) (спрощ.: 李纯祐; піньїнь: Lǐ Chún yòu). Перебуваючи на троні, він прагнув закріпити та продовжити здобутки батька, однак, у системі призначення посадових осіб почала поширюватися корупція, що привело до поступового занепаду імперії. За його правління розпочалися набіги монголів на віддалені міста і поселення. В результаті державного перевороту у 1206-му до влади прийшов його двоюрідний брат.
Останній імператорський мавзолей (дев'ятий) Канлін був побудований у «долині царів Західної Ся» у 1211-му році, у якому був похований передостанній імператор Західної Ся Сянцзун (спрощ.: 夏襄宗; піньїнь: Xià Xiāng zōng) (за народженням — Лі Аньцюань) (спрощ.: 李安全; піньїнь: Lǐ Ān quán). Його правління розцінюють як некомпетентне через порушення миру із іншими китайськими царствами та через намагання укласти союз із Чингізханом, що і привело до краху імперії.
На місці імператорських поховань хоронили і інших визначних осіб Західної Ся, включаючи синів і родичів імператорів — загалом, близько 250-ти поховань, які тривали до 1227-го року.
У 1227-му держава Західна Ся була завойована монголами під орудою Чингісхана, після чого перестала існувати. Імператорські гробниці Західної Ся були серйозно пошкоджені монгольською армією.
Перші детальні дослідження поховань розпочали на початку 20-го століття ряд дослідників, серед яких був російський військовий та географ, (пізніше — академік Академії наук УРСР) Петро Козлов, з яким змагалися за право вважатися головними дослідниками тангутської культури і історії, угорсько-британський археолог Марк Аврелій Стейн та шведський географ і топограф Свен Гедін.
У 1938-му році Вольф-Дітер Граф зу Кастелл-Рюденхаузен (нім. Wulf-Diether Graf zu Castell-Rüdenhausen), який у 1933–1936 брав участь у створенні дочірньої компанії Люфтганза-Євразія, і працював у ній, опублікував аерофотознімки гробниць у своїй книзі «Chinaflug».
У 1949 році, після створення Китайської Народної Республіки, місцевий відділ управління культурними реліквіями розпочав опікуватися імператорськими гробницями Західної Ся як культурною і історичною спадщиною китайського народу, та розпочав проводити археологічні дослідження. Дослідження і розкопки проводяться і зараз. Разом із цим, виконуються значні обсяги робіт, направлених на збереження споруд та артефактів, а також, із створення експозицій і інфраструктури для туристів і відвідувачів. У 2000-му році китайський уряд виділив 10 мільйонів юанів (1,2 мільйона доларів) для досліджень, збереження і захисту поховань.

## Артефакти та їх значення
З огляду на те, що тангутська цивілізація була знищена ордами Чингісхана, а тангутські народи були частково винищені, частково розпорошені та повністю асимільовані народностями Тибету, Монголії і Центрального Китаю, віднайдені артефакти та самобутні рукописи становлять велику цінність для дослідників тангутської історії та культури.

## Галерея

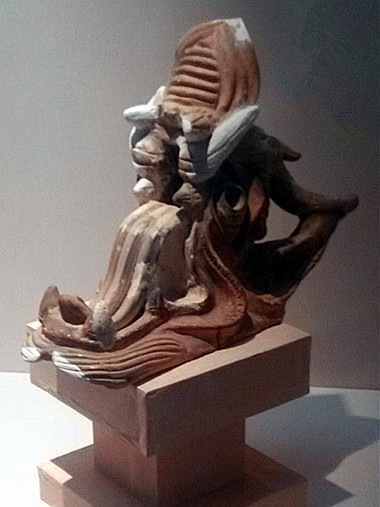
Керамічна прикраса даху у формі звіра
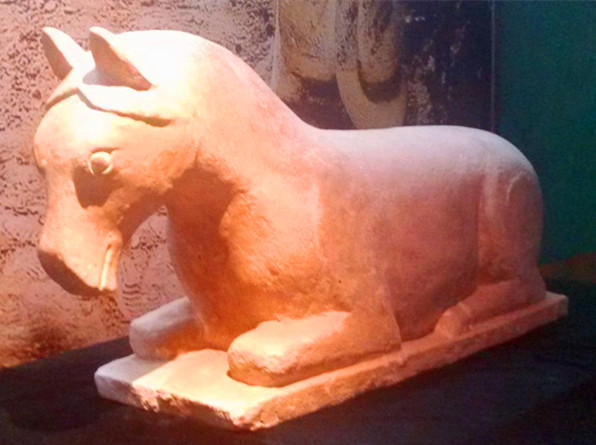
Кам’яна фігура коня
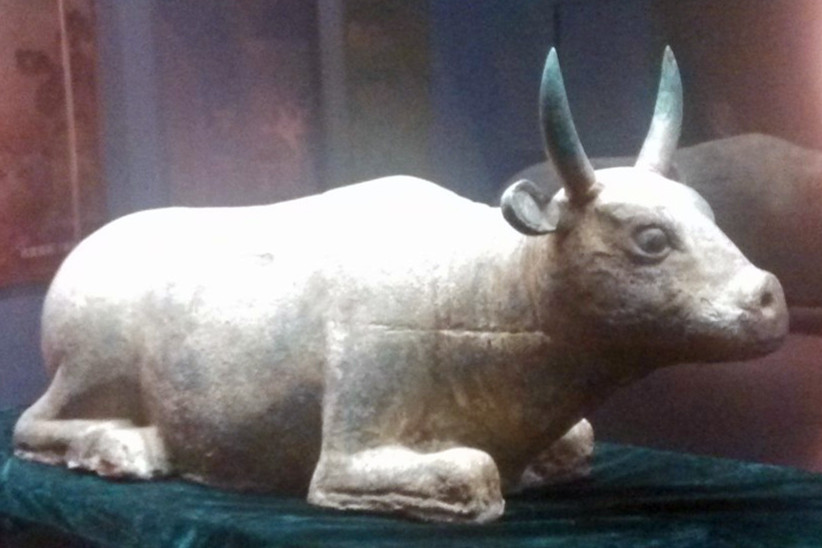
Покрита позолотою бронзова фігура бика
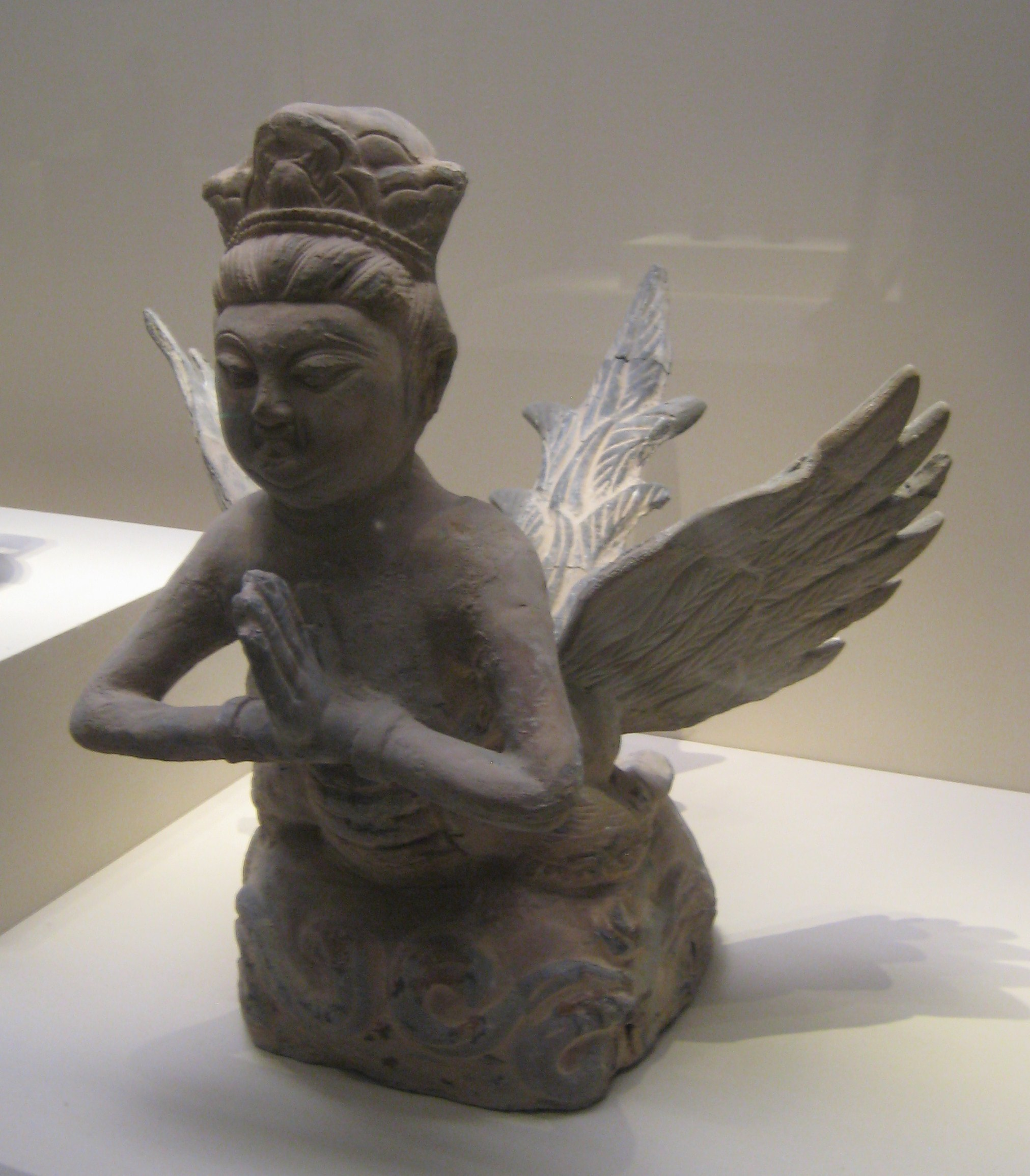
Керамічна прикраса будівлі у формі янгола